# Minh Kỳ
Minh Kỳ (1930–1975) là nhạc sĩ trước năm 1975 nổi tiếng với ca khúc Xuân đã về. Ông là một trong ba thành viên của nhóm Lê Minh Bằng.

## Cuộc đời
Ông tên thật là Nguyễn Phúc Vĩnh Mỹ, gốc Huế nhưng sinh tại Nha Trang, Khánh Hòa. Theo gia phả hoàng tộc triều Nguyễn, Minh Kỳ là cháu 6 đời của Vua Minh Mạng.
Ông học nhạc từ năm 14 tuổi ở trường Gagelin (Quy Nhơn), sau đó được gửi đi du học ở Trường Bách khoa Paris (Pháp). Tác phẩm đầu tay của ông là bài Chị Hằng viết năm 1949.
Năm 1957, ông vào định cư tại Sài Gòn. Năm 1959, ông cùng với Anh Bằng, Lê Dinh lập nên nhóm Lê Minh Bằng. Chức vụ cuối cùng trước 30/4/1975 là Đại uý Cảnh sát Quốc gia Việt Nam Cộng hòa.
Sau sự kiện 30 tháng 4 năm 1975, ông bị bắt đi học tập cải tạo ở trại An Dưỡng, Biên Hòa.
Đêm khuya ngày 31 tháng 8 năm 1975, ông thiệt mạng vì lựu đạn nổ khi đang ngồi ăn cơm cùng bạn tù trong sân.
Phần tro cốt thi hài ông hiện được lưu giữ tại nhà hài cốt thuộc Giáo xứ Tân Định.
Năm 2006, trung tâm Asia thực hiện chương trình Asia 52 - Huyền thoại Lê Minh Bằng vinh danh ông, cùng với hai nhạc sĩ Anh Bằng và Lê Dinh.

## Sáng tác
Danh sách này không tính những bài hát ký tên chung trong nhóm Lê Minh Bằng để tránh nhầm lẫn.
Sau 1975, hai ca khúc Thương về miền Trung và Ai ra xứ Huế của Duy Khánh bị nhầm lẫn tác giả thành Minh Kỳ.

### Thập niên 1950
- Ánh xuân về
- Bình minh đồng quê
- Chị Hằng (Minh Kỳ - Mộng Lan) (1953)
- Chiều mơ
- Cô lái sông Hương (với Nguyễn Túc)
- Đêm về tưởng nhớ (lời Hồ Đình Phương) (1959)
- Đón trăng
- Giòng thời gian (Minh Kỳ - Huyền Sơn) (1957)
- Học sinh hợp xướng
- Làng em (với Huyền Sơn)
- Một ngày bên nhau (lời Hồ Đình Phương) (1959)
- Nha Trang (lời Hồ Đình Phương) (1954)
- Nha Trang chiều mưa (Minh Kỳ - Mộng Lan) (1958)
- Nhớ anh (lời Hồ Đình Phương) (1958)
- Nhớ Nha Trang (lời Hồ Đình Phương) (1956)
- Ra khơi (Minh Kỳ - Thùy Anh) (1953)
- Rồi một ngày mai
- Trai làng tôi
- Tiễn bạn (1954)
- Tình suối
- Tuổi hoa niên
- Xuân đã về (1954)
- Vọng về Nha Trang (1959)

### Thập niên 1960 - 1970
- Anh tiền tuyến em hậu phương (1966)
- Chỉ có một người (1964)
- Đón xuân hòa bình
- Gửi người lính chiến (1961)
- Lá vàng rơi (1962)
- Lá rụng hoàng hôn (1964)
- Lời mẹ tôi
- Năm cụm núi quê hương (ý thơ Tường Linh) (1973)
- Người đưa thư (1969)
- Người em miền cát trắng (1969)
- Người em năm cũ (1962)
- Nhắn về sông Hương (1961)
- Nước mắt vu quy
- Quán biên thuỳ (1965)
- Thế là hết (1970)
- Tiễn anh ra đi (1960)
- Tình đã muộn rồi
- Tình em với tôi
- Tình hậu phương (1967)
- Tình yêu tuối trẻ
- Trai mùa ly loạn
- Trên đường du học (1965)
- Từ giã kinh kỳ (1965)
- Xe hoa rẽ lối
- Về với cát bụi (1970)

### Viết chung vớiLê Dinh

Bìa bản nhạc Đường chiều sơn cước do Diên Hồng xuất bản ngày 17 tháng 5 năm 1961.

- 13 tuổi lính (1966)
- Anh đi từ độ ấy (1960)
- Ba người bạn (1962)
- Cánh thiệp đầu xuân (1962)
- Chiều thu sơn cước (1961)
- Có khi nào anh nhớ đến em (1963)
- Còn đâu nữa (1960)
- Đọc thư em (1961)
- Đường chiều sơn cước (1961)
- Đường về khuya (1962)
- Gác nhỏ đêm xuân (1963)
- Hạnh phúc đầu xuân (1963)
- Lá rừng (1962)
- Mùa đông xứ Huế (1970)
- Mùa thu giã biệt (1962)
- Mùa xuân gửi em (1966)
- Người em xứ Thượng (1960)
- Sao Rừng (1962)
- Tiếng hát Mường Luông (1961)
- Tôi đã gặp (1960)

### Hoài Linhviết lời
- Bao giờ em lấy chồng (1964)
- Biệt kinh kỳ (1962)
- Cánh buồm chuyển bến (1963)
- Chuyến tàu hoàng hôn 1, 2 (1962)
- Chuyện hai người (1963)
- Chuyện Tây Thi (2 bài) (1965)
- Hạnh ngộ (1959)
- Hoa mùa tái ngộ (1960)
- Khói lam chiều (1958)
- Mấy độ thu về (1959)
- Mưa buồn (1964)
- Nếu một mai anh biệt kinh kỳ (1962)
- Nhớ mãi không quên (1960)
- Sầu tím thiệp hồng (1965)
- Thương về xứ Huế (1958)
- Tình lặng lẽ (1961)

### Sáng tác chung với những nhạc sĩ khác
- Bao giờ trở lại kinh kỳ (với Y Vân) (1963)
- Chiều nào anh ghé qua đây (với Y Vân) (1960)
- Chiếc khăn tay (với Y Vân) (1961)
- Chuyến tàu tiễn biệt (với Y Vân) (1961)
- Đêm mưa tiễn bạn (với Y Vân) (1961)
- Mái tóc thề (với Y Vân) (1961)
- Mây trắng biên thùy (với Y Vân) (1961)
- Nếu anh đã biết (với Y Vân)
- Người em áo tím (với Y Vân) (1961)
- Thưở ấy (với Y Vân) (1961)
- Ân tình lên ngôi (với Nguyễn Hiền) (1965)
- Buồn ga nhỏ (với Nguyễn Hiền) (1964)
- Đã mấy thu rồi (với Nguyễn Hiền) (1963)
- Kiếp hoang (với Nguyễn Hiền) (1964)
- Tiếng hát học trò (với Nguyễn Hiền) (1963)
- Từ giã thơ ngây (với Nguyễn Hiền) (1964)
- Cám ơn người (với Anh Bằng)
- Chuyện tình Hồ Than Thở (với Anh Bằng)
- Em là mùa xuân (với Anh Bằng) (1965)
- Nghĩa của tình yêu (với Anh Bằng) (1965)
- Vọng gác lưng đồi (với Anh Bằng)
- Đừng quên nhau (với Mạnh Phát) (1959)
- Ngày nào em với tôi (với Mạnh Phát)
- Chiếc áo biên cương (với Thu Hồ) (1963)
- Người ấy là anh (với Thu Hồ) (1959)
- Nước mắt đêm mưa (với Hoài An) (1966)
- Đồng Tháp duyên gì (với Vì Dân) (1959)
- Tình đời đổi thay (với Song An) (1971)